# Nagyoklos
Nagyoklos románul: Ocolișu Mare, település Romániában, Erdélyben, Hunyad megyében.

## Fekvése
Pusztakalántól délnyugatra fekvő település.

## Története
Nagyoklos, Aklos nevét 1377-ben említette először oklevél Aklus, Oklus alakokban.
1391-ben v. wolachalis Aklus, 1439-ben p. Aklos, 1515-ben p. Aklws, 1733-ban Nagy-Oklos, 1750-ben Okolis, 1808-ban Oklos (Nagy-), Oklis-máre, 1861-ben Nagy-Oklos, 1913-ban Nagyoklos néven írták.
1377-ben László erdélyi vajda – I. Lajos király
jóváhagyásával – Szentgyörgyi (László fia) Miklósnak és Zajk fia Péternek adta. 1609-ben Erdélyi Borbála előbb Szováti Ombozy János, majd Macskásy Ferenc felesége a gyulafehérvári káptalan előtt igazolta, hogy férjére Kapy Andrásra hagyja Hunyad, Arad, Kolozs és Zaránd vármegyei birtokait, köztük Nagy- és Kisoklost is, azok összes jövedelmével és minden ingóságával. Később a Benczenczi, Aranyi ~ Aranyi Porkoláb, Töreki családok birtoka volt.

## Források

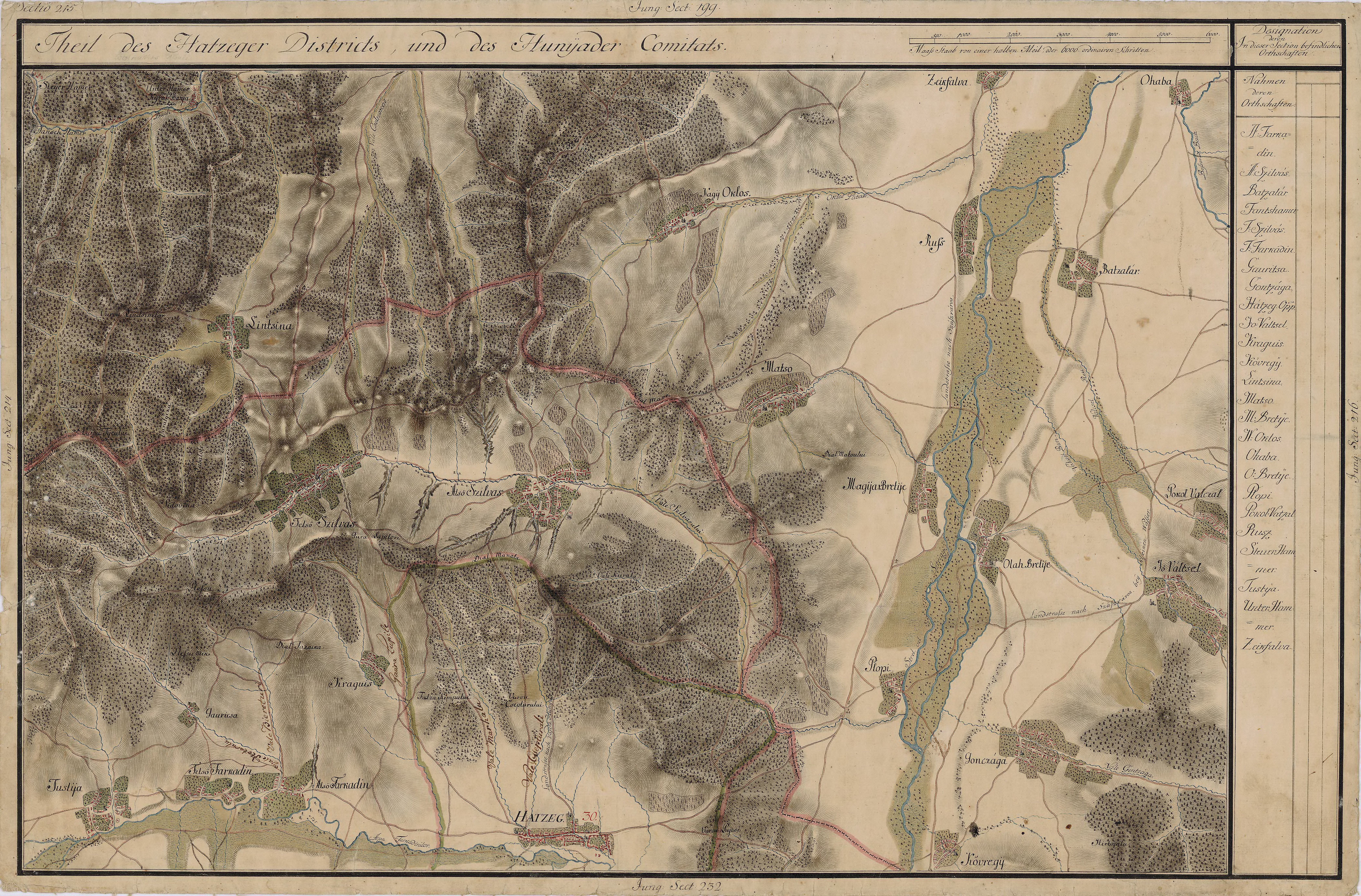
Nagyoklos egy régi térképen